# VC Olympia Münster
Der Verein VC Olympia Münster e.V. (abgekürzt VCO Münster) ist ein Volleyballverein aus Münster und hat die Förderung von talentierten Volleyballspielerinnen zum Ziel. Münster ist Bundesstützpunkt des Deutschen Volleyball-Verbandes. Der VCO Münster ist für die Organisation des Spielbetriebs der Mannschaften des Bundesstützpunktes verantwortlich.

## Modus
Die Juniorinnen des VCO Münster spielen seit 2018 mit einem Sonderspielrecht wie eine Vereinsmannschaft in einer Liga mit. Die Ergebnisse fließen genauso in die Tabelle wie die der anderen Teams ein, jedoch kann eine Mannschaft mit Sonderspielrecht nicht sportlich auf- oder absteigen. In den Jahren 2018 bis 2021 spielte der VCO Münster in der Dritten Liga West, in der Saison 2021/22 erhielt der Verein ein Sonderspielrecht für die 2. Bundesliga.

## Team
Die Juniorinnen spielen in der Saison 2021/22 in der 2. Bundesliga Nord. Die Mannschaft besteht aus 27 Spielerinnen und wird hauptverantwortlich von Justin Wolff trainiert. Das Team trägt seine Heimspiele in der Großsporthalle Berg Fidel in Münster aus.